# Sedum caespitosum
Orpin rougeâtre, Sédum rougeâtre, Orpin gazonnant
Espèce
Classification phylogénétique
L'orpin rougeâtre, sédum rougeâtre ou orpin gazonnant (Sedum caespitosum) est une espèce de plante de la famille des Crassulacées. Elle doit son nom à sa coloration fréquemment rougeâtre.
Synonyme :
- Crassula caespitosa Cav.

## Description

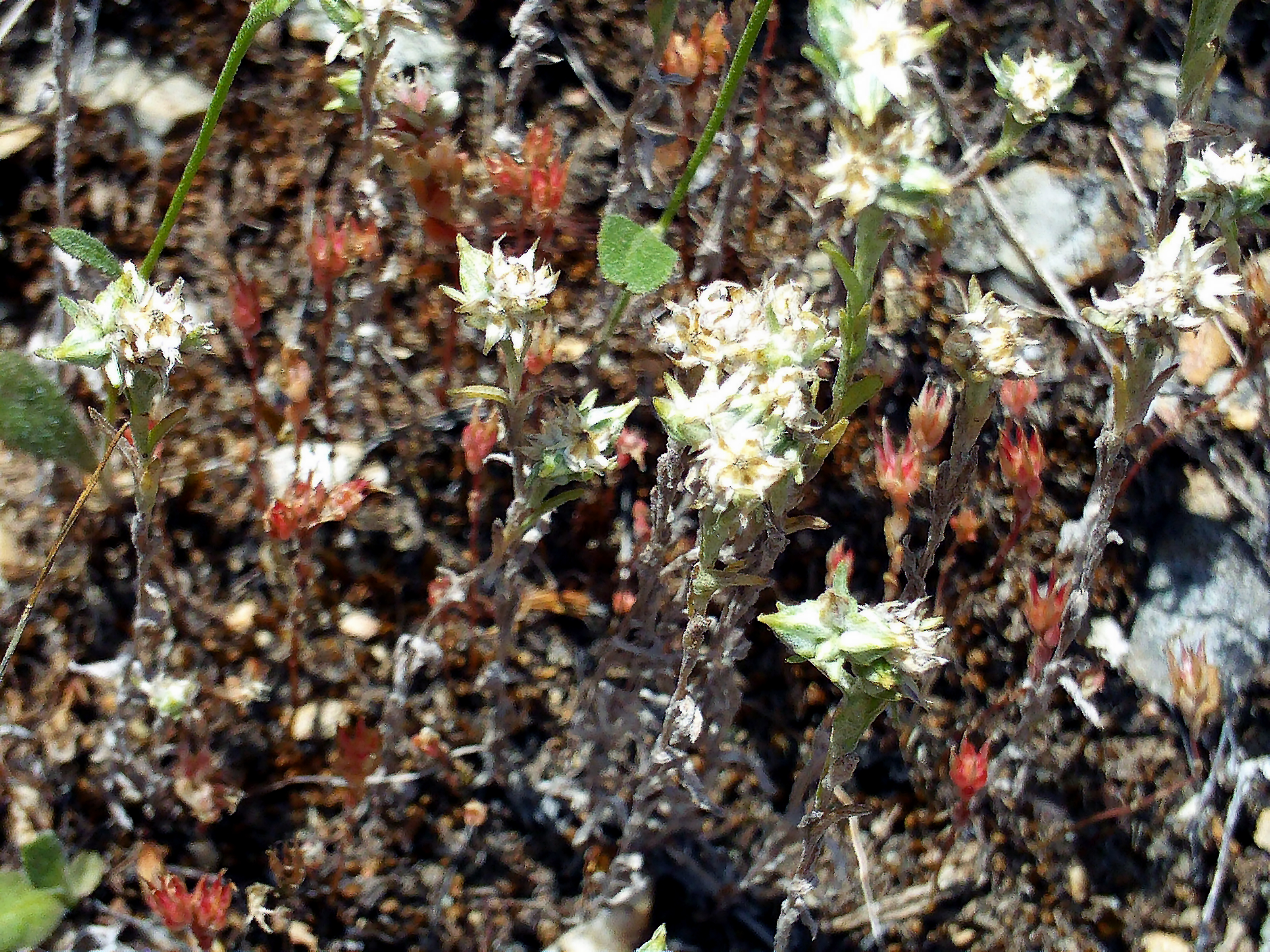
Sedum caespitosum en fleurs.

Sedum caespitosum est une plante annuelle, basse (de 2 à 5 cm de haut), herbacée, ramifiée, nue. Ses feuilles, longues de 3 à 6 mm, plutôt épaisses et ovoïdes, sont alternes, lâches ou denses, en biais sur la tige, dirigées vers le haut, à pointe peu marquée.
Ses fleurs disposées aux extrémités des rameaux, sont petites, blanc rougeâtre à 4-5 sépales, 4-5 pétales lancéolés, pointus, 4-5 étamines, 4-5 carpelles libres, pointus plus ou moins écartés, devenant des sacs à grains rares.
Sa floraison a lieu d'avril à juin.

### Caractéristiques
- Organes reproducteurs
  - Couleur dominante des fleurs : blanc, rougeâtre
  - Période de floraison : avril-juin
  - Inflorescence : cyme multipare
  - Sexualité : hermaphrodite
  - Ordre de maturation :
  - Pollinisation : entomogame
- Graine
  - Fruit : follicule
  - Dissémination : anémochore
- Habitat et répartition
  - Habitat type : sols secs, rochers
  - Aire de répartition : région méditerranéenne, à l'ouest plus dispersé, Europe méridionale, Asie occidentale, Afrique septentrionale.

Données d'après : Julve, Ph., 1998 ff. - Baseflor. Index botanique, écologique et chorologique de la flore de France. Version : 23 avril 2004.

## Protection
Ce taxon est protégé dans les zones suivantes : Bretagne.